# New Water
Das New Water ist ein Wasserlauf in Cumbria, England.
Das New Water entsteht aus einer Reihe von unbenannten kleinen Zuflüssen westlich der Three Pikes. Der Bach fließt zunächst in westlicher Richtung, bis er östlich des Middle Top seine Richtung nach Norden ändert, in die er fließt, bis er bei seinem Zusammentreffen mit dem Old Water westlich des Tarnmonath Fell den River Gelt bildet.